# Norman Reynolds
Norman Reynolds (Londres, 26 de março de 1934 – 6 de abril de 2023) foi um diretor de arte britânico. Venceu o Oscar de melhor direção de arte em duas ocasiões: por Star Wars e Raiders of the Lost Ark.

## Filmografia selecionada

### Como diretor de arte
- Superman II: The Richard Donner Cut (2006)
- Superman II (1980)
- Superman (1978)
- Star Wars Episode IV: A New Hope (1977)
- The Incredible Sarah (1976)
- Lucky Lady (1975)
- The Old Curiosity Shop (1975)
- The Little Prince (1974)

### Como designer de produção
- Bicentennial Man (1999)
- Sphere (1998)
- Mission: Impossible (1996)
- Clean Slate (1994)
- Alive  (1993)
- Alien 3 (1992)
- Avalon (1990)
- Mountains of the Moon (1990)
- Empire of the Sun (1987)
- Young Sherlock Holmes (1985)
- Return to Oz (1985)
- Return of the Jedi (1983)
- Raiders of the Lost Ark (1981)
- The Empire Strikes Back (1980)

## Morte
Norman faleceu em 6 de abril de 2023, aos 89 anos de idade.